# Wilfried Van Moer
Wilfried Van Moer (Beveren, 1º marzo 1945 – Lovanio, 24 agosto 2021) è stato un calciatore belga, di ruolo centrocampista.

## Carriera

### Giocatore

#### Club
Giocò per cinque stagioni (dal 1960 al 1965) con il Beveren. Dal 1965 al 1968 ha militato all'Anversa. Nel 1968 passa allo Standard Liegi, in cui milita fino al 1976, anno in cui si trasferisce al Beringen. Nel 1980 si trasferì al Beveren, in cui torna dopo l'esperienza dal 1960 al 1965. Gioca dal 1982 al 1984 al Sint-Truiden. Nella stagione 1983-1984 ricoprì anche il ruolo di allenatore della squadra.

#### Nazionale
Fu per tre volte campione del Belgio con lo Standard Liegi nel 1969, nel 1970 e nel 1971. Fu anche eletto per tre volte Calciatore belga dell'anno (1966, 1969, 1970). In nazionale partecipò ai Mondiali del 1970 e del 1982 e agli Europei del 1980. Con la nazionale belga ha collezionato 57 presenze e 9 reti.

### Allenatore
Nella stagione 1993-1994 ha svolto il ruolo di allenatore-giocatore al Sint-Truiden. Nel 1996 succede a Paul Van Himst sulla panchina della nazionale belga.

## Statistiche

### Presenze e reti nei club
| Stagione              | Squadra               | Campionato            | Campionato | Campionato | Totale   | Totale |
| Stagione              | Squadra               | Campionato            | Presenze   | Reti       | Presenze | Reti   |
| --------------------- | --------------------- | --------------------- | ---------- | ---------- | -------- | ------ |
| 1960-1961             | Beveren               | 4L                    | 4          | 2          | 4        | 2      |
| 1961-1962             | Beveren               | 4L                    | 28         | 12         | 28       | 12     |
| 1962-1963             | Beveren               | 4L                    | 30         | 23         | 30       | 23     |
| 1963-1964             | Beveren               | DK                    | 30         | 9          | 30       | 9      |
| 1964-1965             | Beveren               | DK                    | 29         | 9          | 29       | 9      |
| Totale Beveren        | Totale Beveren        | Totale Beveren        | 121        | 56         | 121      | 56     |
| 1965-1966             | Anversa               | I                     | 26         | 8          | 26       | 8      |
| 1966-1967             | Anversa               | I                     | 26         | 3          | 26       | 3      |
| 1967-1968             | Anversa               | I                     | 25         | 2          | 25       | 2      |
| Totale Anversa        | Totale Anversa        | Totale Anversa        | 77         | 14         | 77       | 14     |
| 1968-1969             | Standard Liegi        | I                     | 25         | 1          | 25       | 1      |
| 1969-1970             | Standard Liegi        | I                     | 26         | 6          | 26       | 6      |
| 1970-1971             | Standard Liegi        | I                     | 28         | 6          | 28       | 6      |
| 1971-1972             | Standard Liegi        | I                     | 21         | 1          | 21       | 1      |
| 1972-1973             | Standard Liegi        | I                     | 18         | 2          | 18       | 2      |
| 1973-1974             | Standard Liegi        | I                     | 13         | 2          | 13       | 2      |
| 1974-1975             | Standard Liegi        | I                     | 20         | 4          | 20       | 4      |
| 1975-1976             | Standard Liegi        | I                     | 19         | 3          | 19       | 3      |
| Totale Standard Liegi | Totale Standard Liegi | Totale Standard Liegi | 170        | 24         | 170      | 24     |
| 1976-1977             | Beringen              | I                     | 30         | 5          | 30       | 5      |
| 1977-1978             | Beringen              | I                     | 28         | 5          | 28       | 5      |
| 1978-1979             | Beringen              | I                     | 23         | 5          | 23       | 5      |
| 1979-1980             | Beringen              | I                     | 29         | 2          | 29       | 2      |
| Totale Beringen       | Totale Beringen       | Totale Beringen       | 110        | 17         | 110      | 17     |
| 1980-1981             | Beveren               | I                     | 21         | 2          | 21       | 2      |
| 1981-1982             | Beveren               | I                     | 28         | 4          | 28       | 4      |
| Totale Beveren        | Totale Beveren        | Totale Beveren        | 49         | 6          | 49       | 6      |
| 1982-1983             | Sint-Truiden          | TK                    | 18         | 0          | 18       | 0      |
| 1983-1984             | Sint-Truiden          | TK                    | 8          | 0          | 8        | 0      |
| Totale Sint-Truiden   | Totale Sint-Truiden   | Totale Sint-Truiden   | 26         | 0          | 26       | 0      |
| Totale carriera       | Totale carriera       | Totale carriera       | 553        | 117        | 553      | 117    |

### Cronologia presenze e reti in nazionale
| Cronologia completa delle presenze e delle reti in nazionale ― Belgio | Cronologia completa delle presenze e delle reti in nazionale ― Belgio | Cronologia completa delle presenze e delle reti in nazionale ― Belgio | Cronologia completa delle presenze e delle reti in nazionale ― Belgio | Cronologia completa delle presenze e delle reti in nazionale ― Belgio | Cronologia completa delle presenze e delle reti in nazionale ― Belgio | Cronologia completa delle presenze e delle reti in nazionale ― Belgio | Cronologia completa delle presenze e delle reti in nazionale ― Belgio |
| Data                                                                  | Città                                                                 | In casa                                                               | Risultato                                                             | Ospiti                                                                | Competizione                                                          | Reti                                                                  | Note                                                                  |
| --------------------------------------------------------------------- | --------------------------------------------------------------------- | --------------------------------------------------------------------- | --------------------------------------------------------------------- | --------------------------------------------------------------------- | --------------------------------------------------------------------- | --------------------------------------------------------------------- | --------------------------------------------------------------------- |
| 22-10-1966                                                            | Bruges                                                                | Belgio                                                                | 1 – 0                                                                 | Svizzera                                                              | Amichevole                                                            | -                                                                     |                                                                       |
| 11-11-1966                                                            | Bruxelles                                                             | Belgio                                                                | 2 – 1                                                                 | Francia                                                               | Qual. Euro 1968                                                       | -                                                                     |                                                                       |
| 19-3-1967                                                             | Lussemburgo                                                           | Lussemburgo                                                           | 0 – 5                                                                 | Belgio                                                                | Qual. Euro 1968                                                       | -                                                                     |                                                                       |
| 21-3-1967                                                             | Chorzów                                                               | Polonia                                                               | 3 – 1                                                                 | Belgio                                                                | Qual. Euro 1968                                                       | -                                                                     |                                                                       |
| 10-1-1968                                                             | Tel Aviv                                                              | Israele                                                               | 0 – 2                                                                 | Belgio                                                                | Amichevole                                                            | -                                                                     |                                                                       |
| 6-3-1968                                                              | Bruxelles                                                             | Belgio                                                                | 1 – 3                                                                 | Germania Ovest                                                        | Amichevole                                                            | -                                                                     |                                                                       |
| 24-4-1968                                                             | Mosca                                                                 | Unione Sovietica                                                      | 1 – 0                                                                 | Belgio                                                                | Amichevole                                                            | -                                                                     |                                                                       |
| 9-10-1968                                                             | Waregem                                                               | Belgio                                                                | 6 – 1                                                                 | Finlandia                                                             | Qual. Mondiali 1970                                                   | -                                                                     |                                                                       |
| 16-10-1968                                                            | Anderlecht                                                            | Belgio                                                                | 3 – 0                                                                 | Jugoslavia                                                            | Qual. Mondiali 1970                                                   | -                                                                     |                                                                       |
| 11-12-1968                                                            | Madrid                                                                | Spagna                                                                | 1 – 1                                                                 | Belgio                                                                | Qual. Mondiali 1970                                                   | -                                                                     |                                                                       |
| 23-2-1969                                                             | Liegi                                                                 | Belgio                                                                | 2 – 1                                                                 | Spagna                                                                | Qual. Mondiali 1970                                                   | -                                                                     | 47’                                                                   |
| 16-4-1969                                                             | Bruges                                                                | Belgio                                                                | 2 – 0                                                                 | Messico                                                               | Amichevole                                                            | -                                                                     | 46’                                                                   |
| 19-10-1969                                                            | Skopje                                                                | Jugoslavia                                                            | 4 – 0                                                                 | Belgio                                                                | Qual. Mondiali 1970                                                   | -                                                                     | 46’                                                                   |
| 5-11-1969                                                             | Città del Messico                                                     | Messico                                                               | 1 – 0                                                                 | Belgio                                                                | Amichevole                                                            | -                                                                     |                                                                       |
| 25-2-1970                                                             | Anderlecht                                                            | Belgio                                                                | 1 – 3                                                                 | Inghilterra                                                           | Amichevole                                                            | -                                                                     |                                                                       |
| 3-6-1970                                                              | Città del Messico                                                     | Belgio                                                                | 3 – 0                                                                 | El Salvador                                                           | Mondiali 1970 - 1º turno                                              | 2                                                                     |                                                                       |
| 6-6-1970                                                              | Città del Messico                                                     | Unione Sovietica                                                      | 3 – 0                                                                 | Belgio                                                                | Mondiali 1970 - 1º turno                                              | -                                                                     |                                                                       |
| 11-6-1970                                                             | Città del Messico                                                     | Messico                                                               | 1 – 0                                                                 | Belgio                                                                | Mondiali 1970 - 1º turno                                              | -                                                                     |                                                                       |
| 15-11-1970                                                            | Bruxelles                                                             | Belgio                                                                | 1 – 2                                                                 | Francia                                                               | Amichevole                                                            | 1                                                                     |                                                                       |
| 25-11-1970                                                            | Bruxelles                                                             | Belgio                                                                | 2 – 0                                                                 | Danimarca                                                             | Qual. Euro 1972                                                       | -                                                                     | 59’                                                                   |
| 3-2-1971                                                              | Ougrée                                                                | Belgio                                                                | 3 – 0                                                                 | Scozia                                                                | Qual. Euro 1972                                                       | -                                                                     |                                                                       |
| 17-2-1971                                                             | Anderlecht                                                            | Belgio                                                                | 3 – 0                                                                 | Portogallo                                                            | Qual. Euro 1972                                                       | -                                                                     |                                                                       |
| 20-5-1971                                                             | Lussemburgo                                                           | Lussemburgo                                                           | 0 – 4                                                                 | Belgio                                                                | Amichevole                                                            | 1                                                                     |                                                                       |
| 7-11-1971                                                             | Bruxelles                                                             | Belgio                                                                | 1 – 0                                                                 | Lussemburgo                                                           | Amichevole                                                            | -                                                                     | 60’                                                                   |
| 10-11-1971                                                            | Aberdeen                                                              | Scozia                                                                | 1 – 0                                                                 | Belgio                                                                | Qual. Euro 1972                                                       | -                                                                     | 57’                                                                   |
| 29-4-1972                                                             | Milano                                                                | Italia                                                                | 0 – 0                                                                 | Belgio                                                                | Qual. Euro 1972                                                       | -                                                                     |                                                                       |
| 13-5-1972                                                             | Bruxelles                                                             | Belgio                                                                | 2 – 1                                                                 | Italia                                                                | Qual. Euro 1972                                                       | 1                                                                     | 46’                                                                   |
| 19-11-1972                                                            | Anversa                                                               | Belgio                                                                | 0 – 0                                                                 | Paesi Bassi                                                           | Qual. Mondiali 1974                                                   | -                                                                     | 80’                                                                   |
| 18-4-1973                                                             | Anversa                                                               | Belgio                                                                | 3 – 0                                                                 | Germania Est                                                          | Amichevole                                                            | -                                                                     |                                                                       |
| 13-3-1974                                                             | Berlino Est                                                           | Germania Est                                                          | 1 – 0                                                                 | Belgio                                                                | Amichevole                                                            | -                                                                     | 84’                                                                   |
| 17-4-1974                                                             | Liegi                                                                 | Belgio                                                                | 1 – 1                                                                 | Polonia                                                               | Amichevole                                                            | 1                                                                     | 83’                                                                   |
| 1-5-1974                                                              | Ginevra                                                               | Svizzera                                                              | 0 – 1                                                                 | Belgio                                                                | Amichevole                                                            | -                                                                     |                                                                       |
| 1-6-1974                                                              | Bruges                                                                | Belgio                                                                | 2 – 1                                                                 | Scozia                                                                | Amichevole                                                            | -                                                                     |                                                                       |
| 8-9-1974                                                              | Reykjavík                                                             | Islanda                                                               | 0 – 2                                                                 | Belgio                                                                | Qual. Euro 1976                                                       | 1                                                                     |                                                                       |
| 12-10-1974                                                            | Bruxelles                                                             | Belgio                                                                | 2 – 1                                                                 | Francia                                                               | Qual. Euro 1976                                                       | -                                                                     |                                                                       |
| 30-4-1975                                                             | Anversa                                                               | Belgio                                                                | 1 – 0                                                                 | Paesi Bassi                                                           | Amichevole                                                            | -                                                                     | cap.                                                                  |
| 17-10-1979                                                            | Bruxelles                                                             | Belgio                                                                | 2 – 0                                                                 | Portogallo                                                            | Qual. Euro 1980                                                       | 1                                                                     | 75’                                                                   |
| 21-11-1979                                                            | Bruxelles                                                             | Belgio                                                                | 2 – 0                                                                 | Scozia                                                                | Qual. Euro 1980                                                       | -                                                                     | 66’                                                                   |
| 19-12-1979                                                            | Glasgow                                                               | Scozia                                                                | 1 – 3                                                                 | Belgio                                                                | Qual. Euro 1980                                                       | -                                                                     | 49’                                                                   |
| 2-4-1980                                                              | Bruxelles                                                             | Belgio                                                                | 2 – 1                                                                 | Polonia                                                               | Amichevole                                                            | -                                                                     | cap. 46’                                                              |
| 6-6-1980                                                              | Bruxelles                                                             | Belgio                                                                | 2 – 1                                                                 | Romania                                                               | Amichevole                                                            | -                                                                     |                                                                       |
| 12-6-1980                                                             | Torino                                                                | Inghilterra                                                           | 1 – 1                                                                 | Belgio                                                                | Euro 1980 - 1º turno                                                  | -                                                                     | 88’                                                                   |
| 15-6-1980                                                             | Milano                                                                | Belgio                                                                | 2 – 1                                                                 | Spagna                                                                | Euro 1980 - 1º turno                                                  | 1                                                                     | 73’                                                                   |
| 18-6-1980                                                             | Roma                                                                  | Italia                                                                | 0 – 0                                                                 | Belgio                                                                | Euro 1980 - 1º turno                                                  | -                                                                     | 48’                                                                   |
| 22-6-1980                                                             | Roma                                                                  | Belgio                                                                | 1 – 2                                                                 | Germania Ovest                                                        | Euro 1980 - Finale                                                    | -                                                                     |                                                                       |
| 15-10-1980                                                            | Dublino                                                               | Irlanda                                                               | 1 – 1                                                                 | Belgio                                                                | Qual. Mondiali 1982                                                   | -                                                                     | cap. 84’                                                              |
| 19-11-1980                                                            | Bruxelles                                                             | Belgio                                                                | 1 – 0                                                                 | Paesi Bassi                                                           | Qual. Mondiali 1982                                                   | -                                                                     | cap.                                                                  |
| 21-12-1980                                                            | Nicosia                                                               | Cipro                                                                 | 0 – 2                                                                 | Belgio                                                                | Qual. Mondiali 1982                                                   | -                                                                     |                                                                       |
| 29-4-1981                                                             | Parigi                                                                | Francia                                                               | 3 – 2                                                                 | Belgio                                                                | Qual. Mondiali 1982                                                   | -                                                                     | cap.                                                                  |
| 9-9-1981                                                              | Bruxelles                                                             | Belgio                                                                | 2 – 0                                                                 | Francia                                                               | Qual. Mondiali 1982                                                   | -                                                                     | cap. 51’                                                              |
| 16-12-1981                                                            | Valencia                                                              | Spagna                                                                | 2 – 0                                                                 | Belgio                                                                | Amichevole                                                            | -                                                                     | cap. 64’                                                              |
| 24-3-1982                                                             | Bruxelles                                                             | Belgio                                                                | 4 – 1                                                                 | Romania                                                               | Amichevole                                                            | -                                                                     |                                                                       |
| 28-4-1982                                                             | Bruxelles                                                             | Belgio                                                                | 2 – 1                                                                 | Bulgaria                                                              | Amichevole                                                            | 1                                                                     | cap. 62’                                                              |
| 27-5-1982                                                             | Copenaghen                                                            | Danimarca                                                             | 1 – 0                                                                 | Belgio                                                                | Amichevole                                                            | -                                                                     | cap. 66’                                                              |
| 19-6-1982                                                             | Elche                                                                 | Belgio                                                                | 1 – 0                                                                 | El Salvador                                                           | Mondiali 1982 - 1º turno                                              | -                                                                     | 80’                                                                   |
| 22-6-1982                                                             | Elche                                                                 | Ungheria                                                              | 1 – 1                                                                 | Belgio                                                                | Mondiali 1982 - 1º turno                                              | -                                                                     | 46’                                                                   |
| 28-6-1982                                                             | Barcellona                                                            | Polonia                                                               | 3 – 0                                                                 | Belgio                                                                | Mondiali 1982 - 2º turno                                              | -                                                                     | cap. 46’                                                              |
| Totale                                                                |                                                                       | Presenze                                                              | 57                                                                    |                                                                       | Reti                                                                  | 9                                                                     |                                                                       |

## Palmarès

### Giocatore

#### Club
- Campionato belga: 3

Standard Liegi: 1968-1969, 1969-1970, 1970-1971
- Coppa di Lega belga: 1

Standard Liegi: 1974-1975

#### Individuale
- Calciatore belga dell'anno: 3

1966, 1969, 1970